# Eta Virginis
Eta Virginis (η Vir, Zaniah) – gwiazda wielokrotna w gwiazdozbiorze Panny. Jest oddalona o około 204 lata świetlne od Słońca

## Nazwa
Gwiazda ma nazwę własną Zaniah, wywodzącą się od arabskiego ‏زاوية العواء ‎ zāwiyat al-ʿAwwā', która oznacza dosłownie „kąt Szczekającego [Psa]”, gdyż taką nazwę nosił asteryzm, w którym znajdowała się gwiazda. Międzynarodowa Unia Astronomiczna w 2016 roku formalnie zatwierdziła użycie nazwy Zaniah dla określenia tej gwiazdy.

## Charakterystyka
Główny składnik systemu jest białym podolbrzymem typu widmowego A2IV. Obserwowana wielkość gwiazdowa całego systemu wynosi +3,9m.
Mimo że gwiazda ta wygląda na pojedynczą nawet przez teleskop, dzięki zjawisku okultacji wykryto, że tak naprawdę jest to gwiazda potrójna, gdzie dwie gwiazdy okrążają wspólny środek masy na ciasnej orbicie (0,5 au, a trzecia okrąża dwie pozostałe.
Jako że Zaniah znajduje się blisko ekliptyki, zachodzi zjawisko okultacji jej przez Księżyc i (choć bardzo rzadko) przez planety. 1 sierpnia roku 329 p.n.e., starożytny grecki astronom Timocharis zaobserwował przejście Wenus przed gwiazdą. Ostatnia okultacja tej gwiazdy przez Wenus miała miejsce 27 sierpnia 1843, a następna wydarzy się dopiero 19 listopada 2445.